# Bloody Foreland

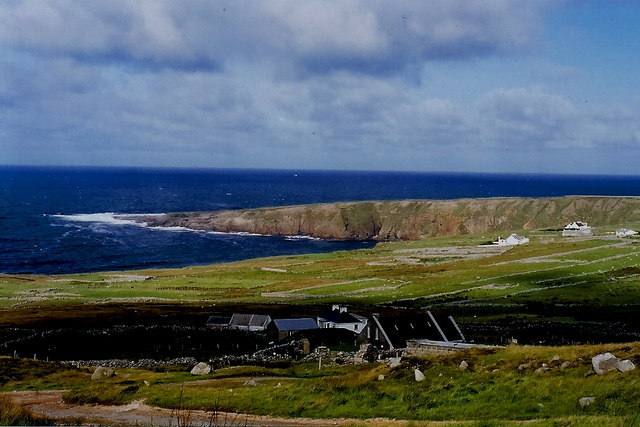
Il Bloody Foreland e l'ambiente tipico circostante

Il Bloody Foreland  (nome ufficiale in gaelico irlandese Cnoc Fola che significa "collina di sangue") è un promontorio situato nel punto più nord-occidentale del Donegal e di conseguenza della Repubblica d'Irlanda dato che la contea è la più settentrionale del proprio paese. Fa parte dei luoghi ricompresi nell'area gaeltacht di Gaoth Dobhair.
Spesso ci si riferisce come Cnoc Fola a tutta l'area costiera circostante, particolarmente aspra e suggestiva, formata da un litorale particolarmente aspro e pietroso e con viste ampie su gran parte dell'area nord-occidentale del Donegal.

## Toponomastica

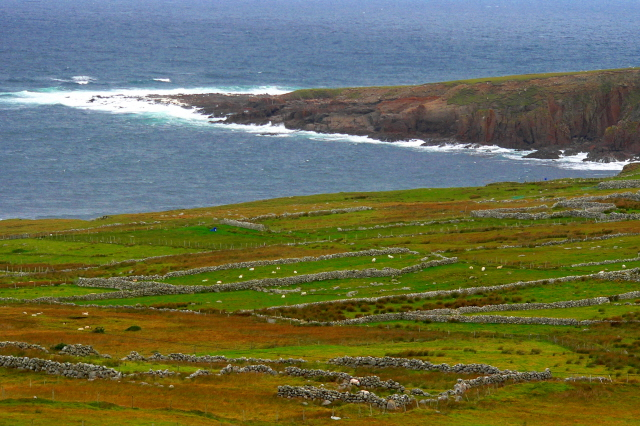
Scatto autunnale del promontorio che comincia a tingersi di rosso

Il nome Bloody Foreland, che significa "promontorio insanguinato", è una mera traduzione del significato del corrispettivo gaelico, Cnoc Fola, che similarmente significa "promontorio di sangue". Il motivo per cui il luogo da sempre è stato chiamato in questa maniera è piuttosto dibattuto e basato su varie interpretazioni. Ad esempio c'è chi sostiene che il nome derivi da un'antica battaglia svoltasi proprio sui territori costieri intorno al promontorio. A sostegno di questa interpretazione giunge il racconto folkloristico per il quale un condottiero particolarmente malvagio, "Balor dall'Occhio Diabolico" (Balor of the Devil Eye) venne ucciso dal nipote Lugh Lámh Fhada proprio sul promontorio e la successiva marea di sangue fuoriuscita dall'occhio diabolico avrebbe ricoperto tutta la collina ricadendo in mare.
Molto meno suggestivamente, il nome è più probabilmente sorto anticamente per la particolare esposizione del territorio ai tramonti, che in molte giornate tendono a colorare di un rosso vivo il tratto costiero; inoltre durante l'autunno il colore rosso è garantito da uno spesso strato di felci. Nulla esclude che le leggende folkloristiche siano state ispirate da questi due fattori.

## Turismo

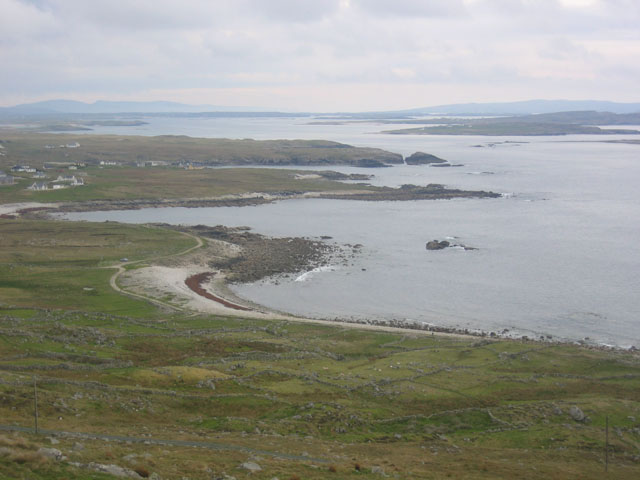
Tipica vista verso sud con evidenti l'area di Gaoth Dobhair, Burtonport e l'isola di Árainn Mhór

Il Bloody Foreland non è tra i luoghi più visitati né d'Irlanda né del Donegal anche se viene presentato dalla comunità di Gaoth Dobhair come una delle attrazioni principali della comunità ed è molto apprezzato dai turisti. Il motivo principale per una visita al Bloody Foreland è in genere il suo lato selvaggio e di posto alla fine del mondo, la bellezza naturalistica del posto, valorizzata dal "coastal path" che passa sul ciglio delle scogliere e a ridosso di grotte e faraglioni, così come soprattutto le splendide ed ampie viste che spaziano dal Donegal sud-occidentale fino a nord all'isola di Toraigh e a seconda dei punti anche Horn Head.

## Fauna
L'area è assiduamente popolata da molte specie di uccelli marini: gabbiani tridattili, sule e a volte pulcinelle di mare sono solo alcuni degli esemplari avvistabili con una certa frequenza. 
La costa è frequentata spesso da foche, mentre in mare sono visibili delfini e, più al largo, anche balene.